# Нанкъя
Нанкъя (устар. Нанк-Я) — река в России, протекает по Берёзовскому району Ханты-Мансийского АО. Устье реки находится в 110 км по левому берегу реки Волья. Длина реки составляет 38 км.

## Притоки
- 2 км: Сёпырсос (лв)
- 7 км: Маньнанкъя (пр)

## Данные водного реестра
По данным государственного водного реестра России относится к Нижнеобскому бассейновому округу, водохозяйственный участок реки — Северная Сосьва, речной подбассейн реки — Северная Сосьва. Речной бассейн реки — (Нижняя) Обь от впадения Иртыша.
Код объекта в государственном водном реестре — 15020200112115300025199.